# 浜田山
浜田山（はまだやま）は、東京都杉並区の地名。現行行政地名は浜田山一丁目から浜田山四丁目。住居表示実施済み区域。

## 地理
杉並区の中西部に位置する。町域北部は杉並区成田東・成田西に接する。西部は、杉並区高井戸東に接する。南部は神田川を境に杉並区下高井戸に接する。東部は杉並区永福・大宮に接している。

### 概要
町域内は主に住宅地として利用される。推理作家：松本清張が永く住んだことでも知られる。

### 河川
- 神田川

### 地価
住宅地の地価は、2025年（令和7年）1月1日の公示地価によれば、浜田山2-9-2の地点で73万8000円/m2、浜田山4-15-23の地点で69万4000円/m2となっている。

## 歴史

### 地名の由来
現在町域内にある杉並南郵便局付近一帯は江戸時代まで江戸・内藤新宿（現在の新宿区新宿）の商人・浜田屋の所有地で松やクヌギの林（付近では「山」と呼ばれていた）になっていたほか浜田屋の墓があり、彼岸の時は浜田屋の人間が江戸から当地まで墓参りに訪れていた。墓参りの際には、村の子供たちに銭やお菓子などが配られるのが恒例で村ではお祭りのような賑わいであったといわれている。この浜田屋の山から浜田山の地名が生まれ、現在の地名になったと言われている。
なお浜田屋は米問屋であったと言われ、初代は江戸時代の初期頃に伊勢国浜田村（現在の三重県津市）から江戸に出てきて内藤新宿に店を構えて商売に成功し、浜田屋弥兵衛と名乗ったという。その後浜田屋は明治時代に米相場に失敗して没落していき浜田屋の墓も当地から隣の永福にある理性寺の境内に移されて現在に至っている。

## 世帯数と人口
2025年（令和7年）3月1日現在（杉並区発表）の世帯数と人口は以下の通りである。
| 丁目         | 世帯数    | 人口     |
| ------------ | --------- | -------- |
| 浜田山一丁目 | 2,004世帯 | 3,851人  |
| 浜田山二丁目 | 1,375世帯 | 2,526人  |
| 浜田山三丁目 | 2,505世帯 | 4,543人  |
| 浜田山四丁目 | 3,001世帯 | 6,023人  |
| 計           | 8,885世帯 | 16,943人 |

### 人口の変遷
国勢調査による人口の推移。
| 年                 | 人口   |
| ------------------ | ------ |
| 1995年（平成7年）  | 15,066 |
| 2000年（平成12年） | 15,149 |
| 2005年（平成17年） | 15,410 |
| 2010年（平成22年） | 16,397 |
| 2015年（平成27年） | 16,883 |
| 2020年（令和2年）  | 17,317 |

### 世帯数の変遷
国勢調査による世帯数の推移。
| 年                 | 世帯数 |
| ------------------ | ------ |
| 1995年（平成7年）  | 7,301  |
| 2000年（平成12年） | 7,419  |
| 2005年（平成17年） | 7,861  |
| 2010年（平成22年） | 8,401  |
| 2015年（平成27年） | 8,688  |
| 2020年（令和2年）  | 9,103  |

## 学区
区立小・中学校に通う場合、学区は以下の通りとなる（2016年1月時点）。
| 丁目         | 番地 | 小学校                   | 中学校               |
| ------------ | ---- | ------------------------ | -------------------- |
| 浜田山一丁目 | 全域 | 杉並区立高井戸第三小学校 | 杉並区立向陽中学校   |
| 浜田山二丁目 | 全域 | 杉並区立高井戸東小学校   | 杉並区立高井戸中学校 |
| 浜田山三丁目 | 全域 | 杉並区立浜田山小学校     | 杉並区立高井戸中学校 |
| 浜田山四丁目 | 全域 | 杉並区立浜田山小学校     | 杉並区立高井戸中学校 |

## 交通

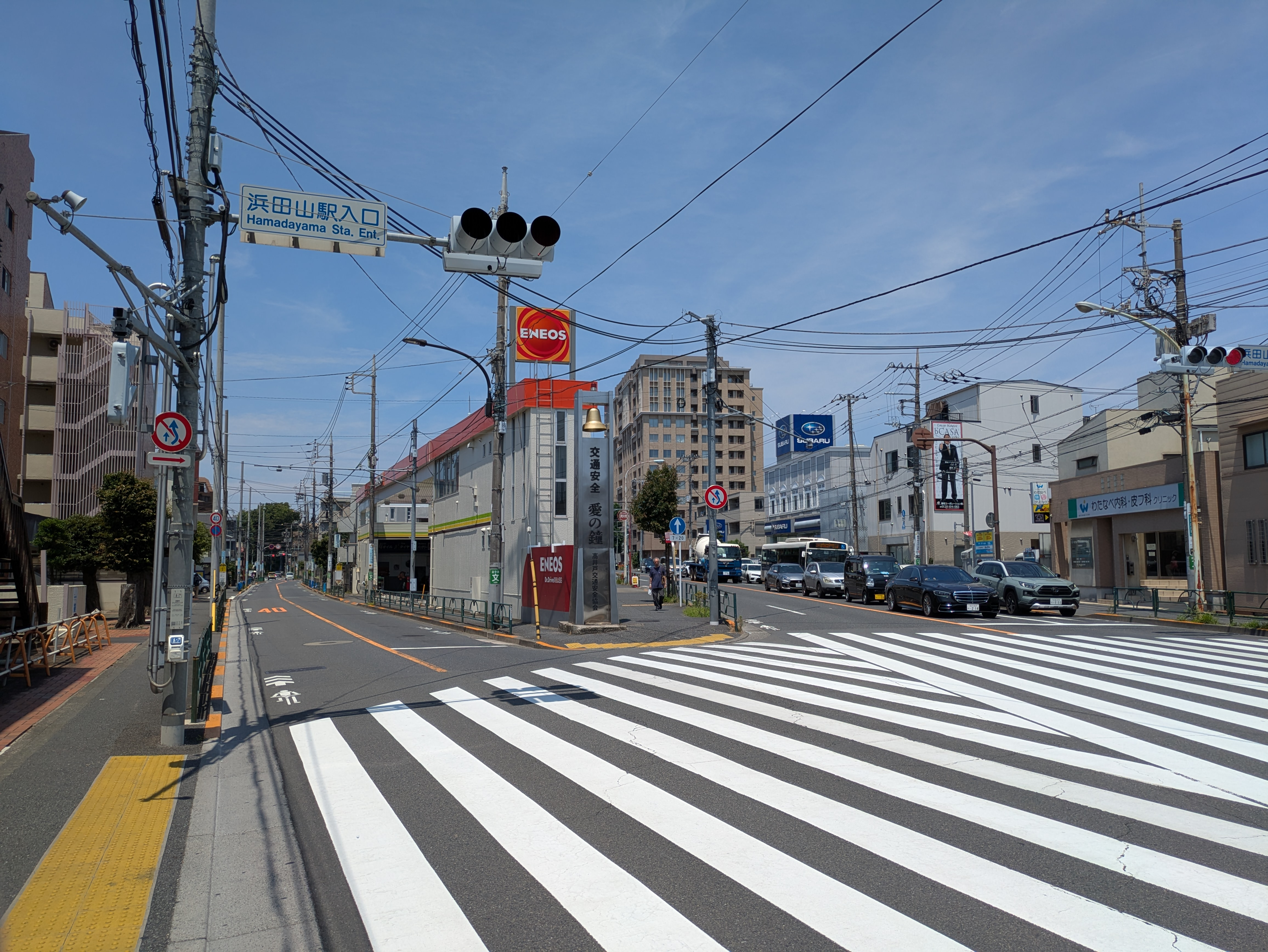
井ノ頭通りと人見街道が交差する浜田山駅入口交差点（杉並区浜田山）（2025年6月）

### 鉄道
| 街区内に設置されている駅       |
| ------------------------------ |
| 京王井の頭線 - 浜田山駅(IN 12) |

※町域内には、京王井の頭線浜田山駅がある。町域東部は、隣の西永福駅の方が近い。

### バス
- 京王バス永福町営業所が存在。近隣の路線を運行している。
- 杉並区コミュニティバスすぎ丸が走っている。

2025年6月29日までは、小田急バス吉祥寺営業所が近隣の路線を運行していた。

### 道路
- 東京都道7号杉並あきる野線（五日市街道及び井の頭通り）
- 人見街道

## 事業所
2021年（令和3年）現在の経済センサス調査による事業所数と従業員数は以下の通りである。
| 丁目         | 事業所数  | 従業員数 |
| ------------ | --------- | -------- |
| 浜田山一丁目 | 67事業所  | 219人    |
| 浜田山二丁目 | 90事業所  | 397人    |
| 浜田山三丁目 | 273事業所 | 1,803人  |
| 浜田山四丁目 | 134事業所 | 1,254人  |
| 計           | 564事業所 | 3,673人  |

### 事業者数の変遷
経済センサスによる事業所数の推移。
| 年                 | 事業者数 |
| ------------------ | -------- |
| 2016年（平成28年） | 525      |
| 2021年（令和3年）  | 564      |

### 従業員数の変遷
経済センサスによる従業員数の推移。
| 年                 | 従業員数 |
| ------------------ | -------- |
| 2016年（平成28年） | 3,757    |
| 2021年（令和3年）  | 3,673    |

## 施設

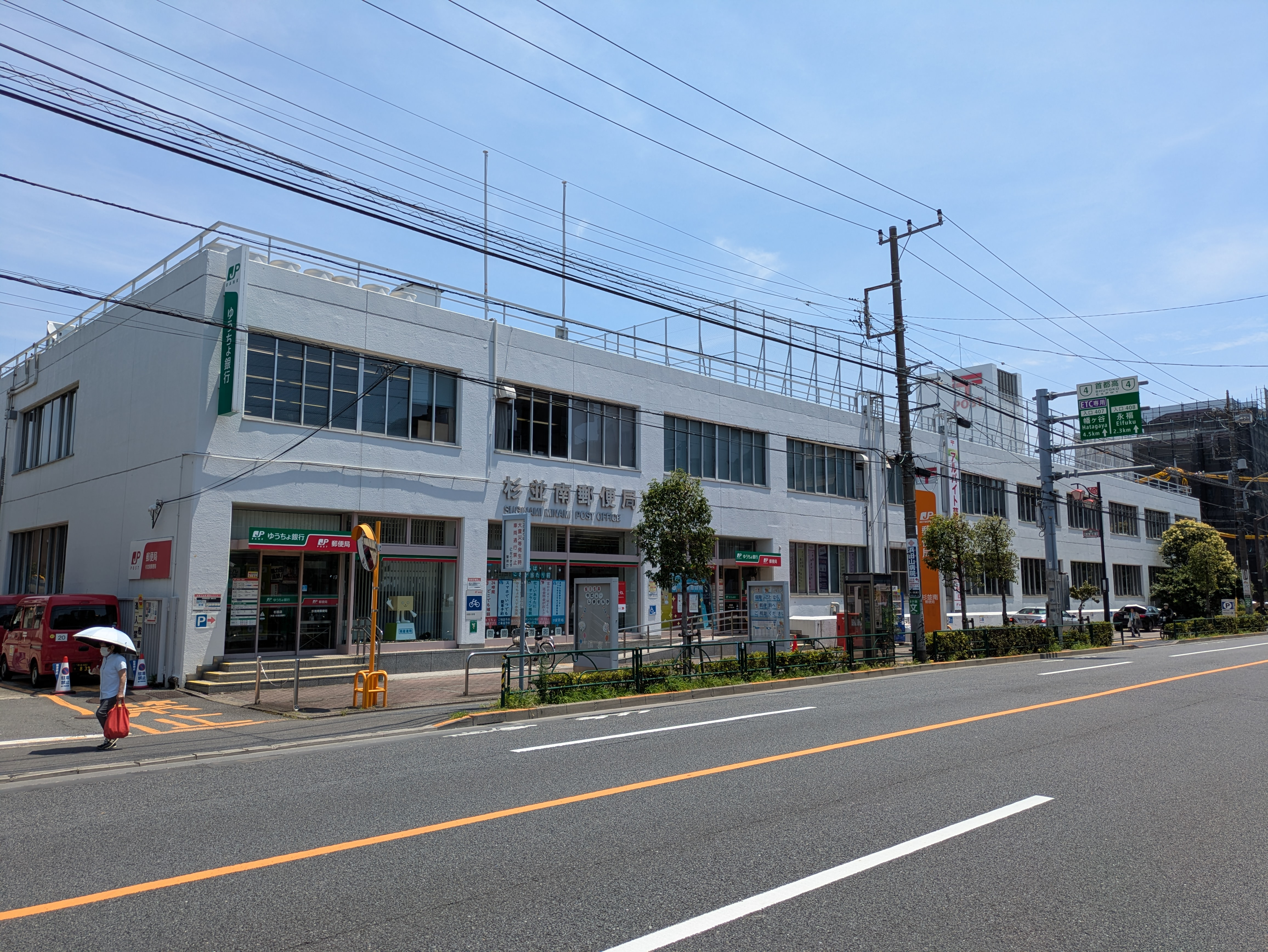
杉並南郵便局（杉並区浜田山）（2025年6月）

- 杉並南郵便局
- 杉並区立浜田山小学校
- 柏の宮公園

## その他

### 日本郵便
- 郵便番号 : 168-0065[3]（集配局 : 杉並南郵便局[15]）。